# Rolls-Royce Pennine
Il Rolls-Royce Pennine era un motore aeronautico sperimentale 24 cilindri ad X raffreddato ad aria, realizzato dalla britannica Rolls-Royce Limited.
Il Pennine, che era lo sviluppo ingrandito del precedente Rolls-Royce Exe da 22 litri, venne prodotto in un solo esemplare il cui sviluppo venne bloccato nel 1945 dall'annullamento del progetto in favore della ricerca sui motori a getto.